# Matteo 18

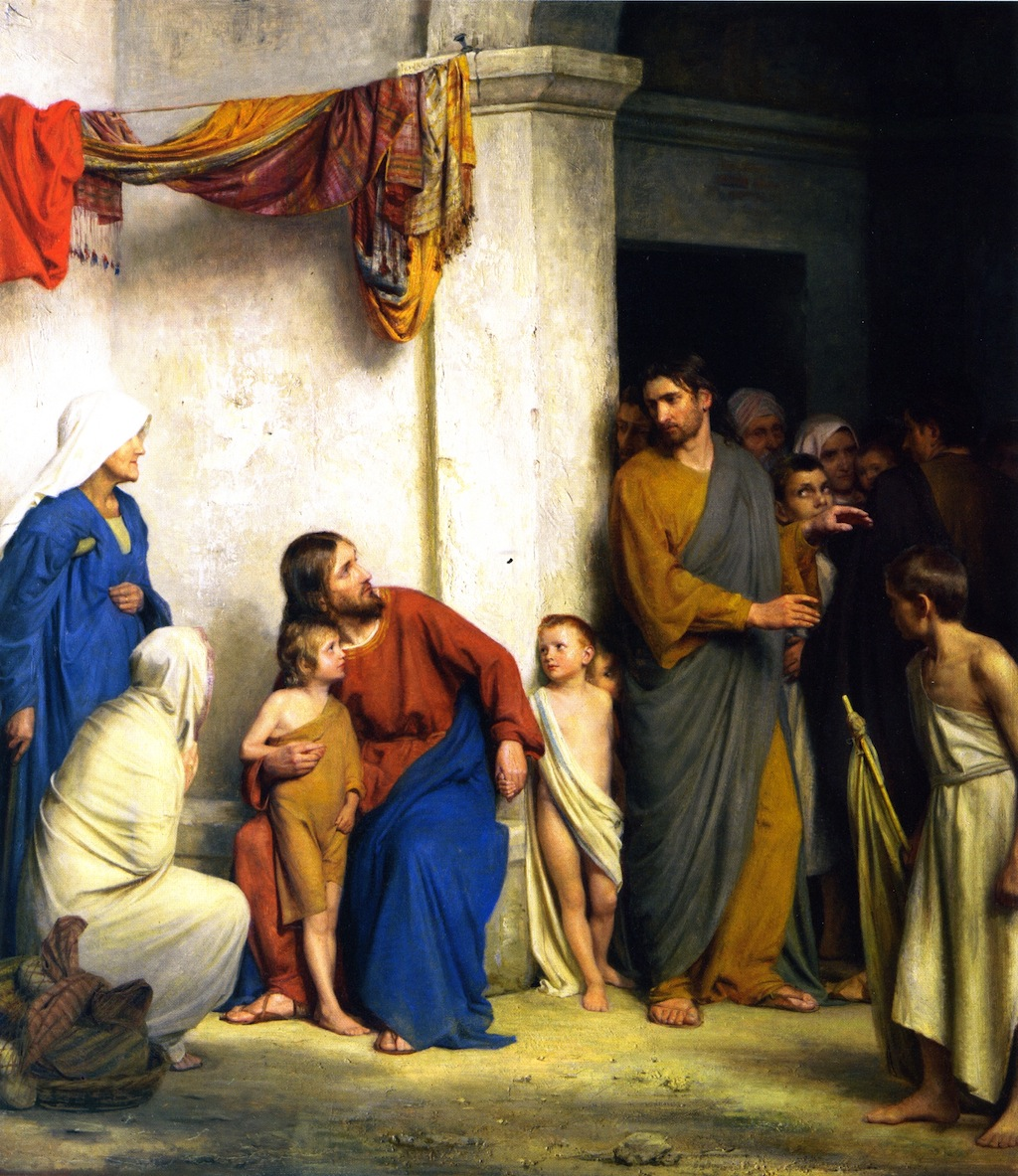
Gesù difende i bambini, dipinto di Carl Heinrich Bloch.

Matteo 18 è il diciottesimo capitolo del vangelo secondo Matteo nel Nuovo Testamento. Il capitolo contiene il quarto dei cinque grandi discorsi di Gesù riportati nel vangelo di Matteo, detto anche Discorso sulla Chiesa o Discorso sulla comunità dei discepoli. Include le parabole della pecora smarrita e del servi senza pietà che fanno entrambe riferimento al regno dei Cieli. Il tema generale del discorso è l'anticipazione della futura comunità di Cristo, la Chiesa appunto, con a capo gli apostoli.
Rivolgendosi agli apostoli in Matteo 18,18, Gesù disse: "In verità vi dico: tutto quello che legherete sopra la terra sarà legato anche in Cielo e tutto quello che scioglierete sopra la terra sarà sciolto anche in Cielo". Il discorso enfatizza l'importanza dell'umiltà e dell'auto-sacrificio come le virtù più alte della comunità futura.

## Testo
Il testo originale era scritto in greco antico. Il capitolo è diviso in 35 versetti.

### Testimonianze scritte

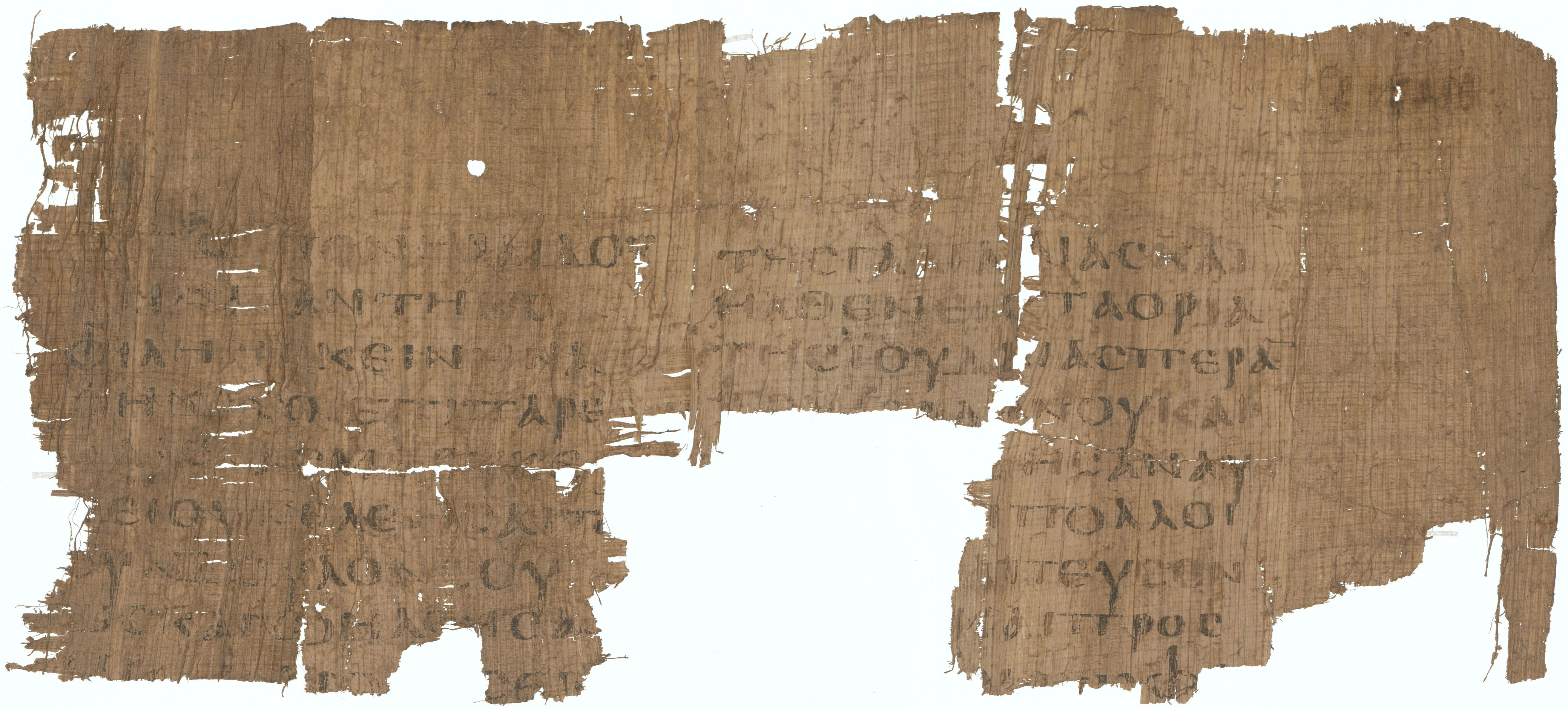
Matteo 18,32-34; 19,1-3,5-7,9-10 sul recto del Papiro 25 del IV secolo.

Tra le principali testimonianze documentali di questo capitolo vi sono:
- Papiro 25 (IV secolo; versetti 32-34)
- Codex Vaticanus (325-350)
- Codex Sinaiticus (330-360)
- Codex Bezae (~400)
- Codex Washingtonianus (~400)
- Codex Ephraemi Rescriptus (~450)
- Codex Purpureus Rossanensis (VI secolo)
- Codex Petropolitanus Purpureus (VI secolo; versetti 6-25)
- Codex Sinopensis (VI secolo; versetti 4-30)
- Papiro 44 (VI/VII secolo; versetti 15-17, 19)

## Struttura

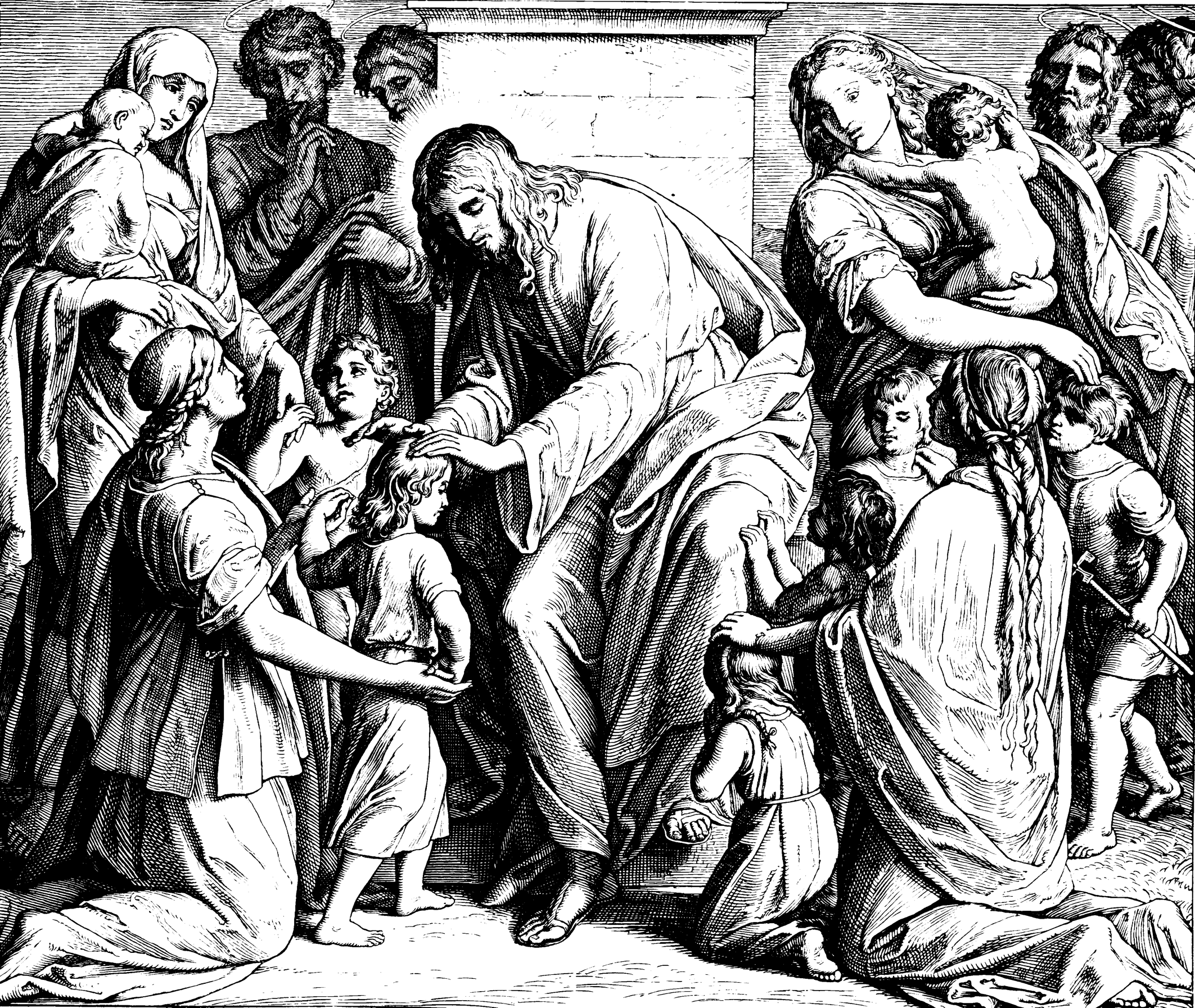
"Gesù benedice i bambini", incisione di Julius Schnorr von Karolsfeld, 1860

Il capitolo può essere diviso nel seguente modo:
- Predilezione di Gesù per i piccoli e invito all'umiltà (18,1-5[4])
- Ammonimento contro gli scandali (18,6-9[5])
- Parabola della pecora smarrita (18,10-14[6])
- Invito alla correzione fraterna (18,15-18[7])
- Preghiera comunitaria (18,19-20[8])
- Necessità del perdono (18,21-22[9])
- Parabola del servo spietato (18,23-35[10])

## Ricevere i credenti
La prima parte del discorso (versetti 1–14) riguarda l'invito all'umiltà e all'attenzione verso i deboli (simboleggiati dai bambini) mentre la seconda parte (versetti 15–35) invita ad avere un atteggiamento fraterno verso gli altri membri della comunità, sottolineando la necessità della correzione fraterna, della preghiera comune e del perdono illimitato delle offese.

### Versetto 3
«In verità vi dico: se non vi convertirete e non diventerete come i bambini, non entrerete nel regno dei cieli. 4 Perciò chiunque diventerà piccolo come questo bambino, sarà il più grande nel regno dei cieli.
"Convertirsi" è letteralmente "girarsi nella direzione opposta.
La frase "entrerete nel regno dei Cieli" appare tre volte nel vangelo di Matteo, al cap. 5, v.20, al cap. 7 v. 21 e al cap. 23 v. 13.

### Pensiero al mondo

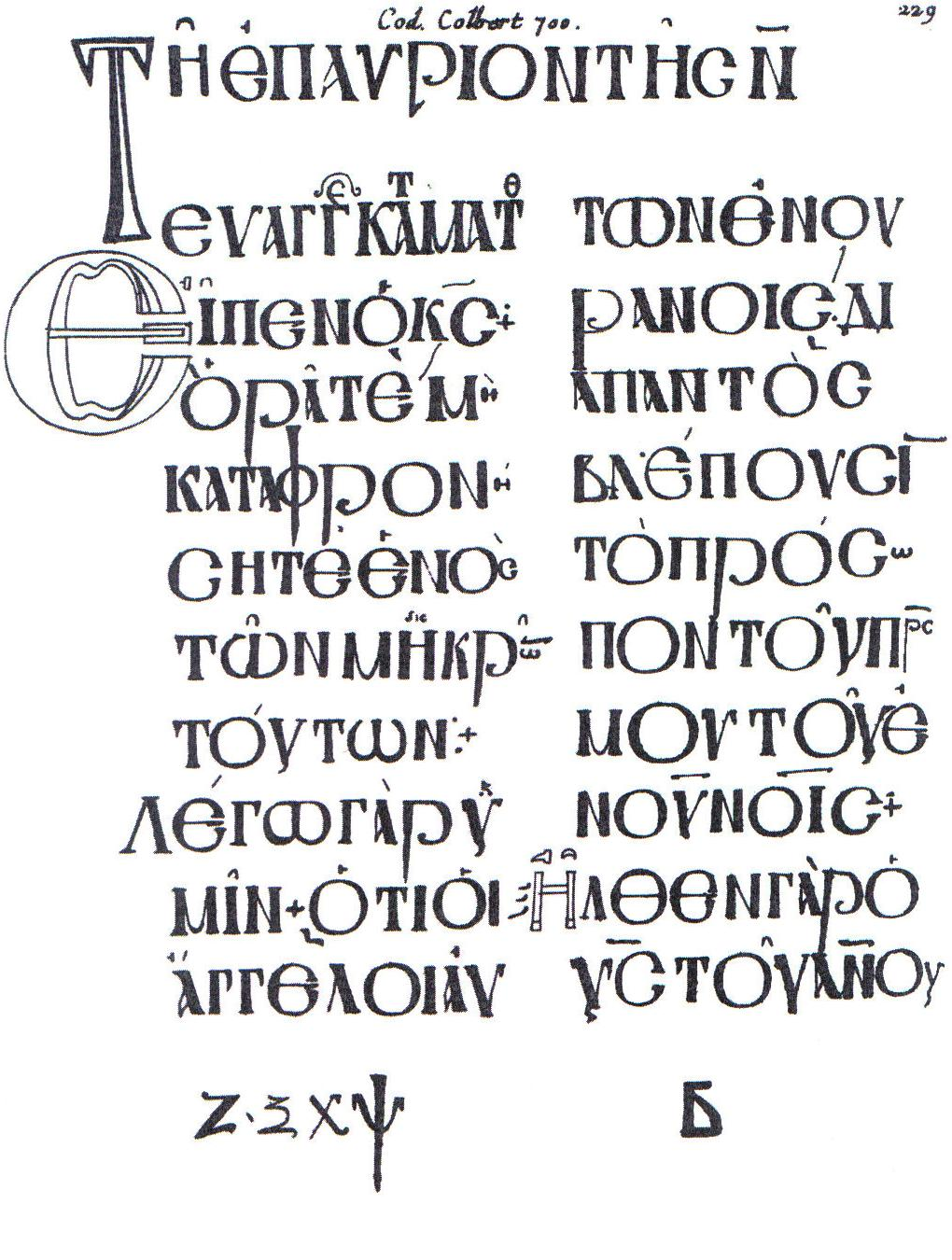
Matteo 18,10 nel Codex Colbertinus 700/Codex Regius 278 (Lezionario 1)

In Matteo 18,7, Gesù pronuncia "un'esclamazione di pietà per le miserie del genere umano:" Guai al mondo (in greco: οὐαὶ τῶ κόσμῳ, Ouai tō kosmō).

### Versetto 11
È venuto infatti il Figlio dell'uomo a salvare ciò che era perduto.
L'intero versetto 11, in greco ηλθεν γαρ ο υιος του ανθρωπου σωσαι το απολωλος (È venuto infatti il Figlio dell'uomo a salvare ciò che era perduto), è presente in alcune versioni antiche del testo ma non più in altre. Tale frase si ritrova ad esempio nel Textus Receptus, mentre viene omessa nelle versioni più recenti del vangelo, oppure messa semplicemente in nota.

## Recuperare le anime disperse
La triplice funzione della Chiesa non è solo di ricevere i credenti, ma anche di combattere gli apostati e riconciliare i fratelli (18,15–35). Per spiegare questo passaggio, Gesù utilizza la parabola della pecora smarrita e del buon pastore, la quale compare anche in Luca 15 in forma molto più elaborata.

## Riconciliare i fratelli
La terza funzione della chiesa è quella di riconciliare i fratelli. Gesù insegna che il tentativo di riconciliare un fratello si svolge in tre parti: la regola dell'amore del cristiano (18,15), le regole del vivere comune (18,16) e la regola del capo dei cristiani (18,17–20), che è seguita dal perdono (18,21–22) accompagnata da una parabola nella quale il debito di un uomo viene perdonato ma egli si rifiuta di perdonare gli altri e per questo viene punito (18,23–35).
I versetti 15-17 sono particolarmente significativi per i battisti nel loro supporto all'autonomia della chiesa locale.

### Versetto 17
Se poi non ascolterà neppure costoro, dillo all'assemblea; e se non ascolterà neanche l'assemblea, sia per te come un pagano e un pubblicano.
Se un peccatore rimane recidivo, anche dopo averlo portato d'innanzi all'intera comunità, quella persona sia considerato come "fuori dalla comunità" (ovvero "scomunicato").
Questo versetto è in continuità e quasi complementare a Deut 19,15.
Inoltre, si tratta di uno dei due passi in cui Gesù utilizza la parola greca ecclesìa. L'altra occorrenza è in Mt 16,16-19 Mt 16,16-19) (primato petrino). Sia Mt 18,17 che Mt 16,16 alludono alla presenza di capi della Chiesa, che in questo caso hanno il potere di comminare una scomunica (come si vede ala testo "sia per te come un pagano o un pubblicano"). 
Secondo la Chiesa cattolica, la Chiesa del primato petrino, contro cui non prevarranno le porte degli Inferi, è unica e non moltiplicabile; la Chiesa di Mt 16, che è intesa come entità giuridico-organizzativa, ammette una pluralità di Chiese.

### Versetto 18
In verità vi dico: tutto quello che legherete sopra la terra sarà legato anche in cielo e tutto quello che scioglierete sopra la terra sarà sciolto anche in cielo.
Il riferimento a queste frasi si trova anche in Matteo 16,19, Giovanni 20,23